# Abeozen
Abeozen és el pseudònim amb el que és conegut Fañch Eliès (en francès François Eliès) (1896-1963); va ser un prosista i dramaturg bretó en llengua bretona.

## Biografia
Va estudiar a l'escola dels Germans de la Doctrina cristiana de Landivisiau, on va tenir com a professor Claude Le Prat, escriptor i gran defensor de la llengua bretona.
El 1915, lluitant a la Primera Guerra Mundial, va ser víctima dels gasos que s'utilitzaven com a arma química, cosa que li afeblirà la salut la resta de la seva vida.
De 1925 a 1929, va escriure articles en bretó per a la revista Gwalarn. També va escriure al diari War Zao ("Començament").
Mentre exercia de professor a l'institut de Saint-Brieuc de 1927 a 1940, va fundar la branca local del Socors Roig com a resposta al seu profund desacord amb el Partit Nacional Bretó de François Debauvais, situat massa a la dreta pel seu gust.
Aquest compromís amb l'extrema esquerra es reflecteix en els seus records de la guerra, Un brezel diot ("Una guerra ximple") i en la seva novel·la Argantael, escrita entre 1943 i 1950 i publicada el 1959, en la qual descriu amb simpatia als joves comunistes, molt bretons d'esperit, com era el secretari del Partit Comunista Francès, Marcel Cachin.
El 1941, sense haver renunciat a les seves idees d'esquerra, va esdevenir el braç dret de Roparz Hemon a la ràdio Rennes Bretagne sota l'ocupació, com a assalariat de les autoritats alemanyes. Durant aquesta època va escriure a La Bretagne, L'Heure Bretonne, Arvor, Galv, i va ser membre de Seiz Breur i de l'Institut Cèltic. També va escriure diversos llibres en bretó publicats per edicions Skridoù Breizh.
Després de la guerra, va ser acusat de col·laboracionista i va ser arrestat i empresonat durant 14 mesos a la presó de Jacques Cartier de Rennes. Finalment va ser alliberat sense judici, però va ser expulsat de l'educació nacional i li van prohibir romandre a la Bretanya administrativa. Aleshores es va establir a La Baule, ja que la purga dels nacionalistes bretons no concernia el Loira inferior. Va morir el 1963.
Avui en dia diverses ciutats bretones han donat el seu nom a algun carrer com ara Morlaix, La Baule, Brest, Landivisiau, Saint-Sauveur o Sizun.

## Obra
- Lennaduriou kembraek (XVIIvet - XIXvet kantved). Dibabet ha troet gant Abeozen ; Brest, Gwalarn, no 108, del 1937, p. 3-43. Antologia gal·lesa.
- Geriadurig brezonek krenn. Rennes. 1941. Sterenn. Lèxic del bretó mitjà.
- Yezhadur berr ar c'hembraeg. Skridoù Breizh - Brest. 1942. Gramàtica gal·lesa.
- Dremm an Ankou (El rostre de la mort) (1942).
- Marvailhou loened. Éditions de Bretagne : Skridou Breiz - Brest. 1943.Abeozen l'agost de 1960.

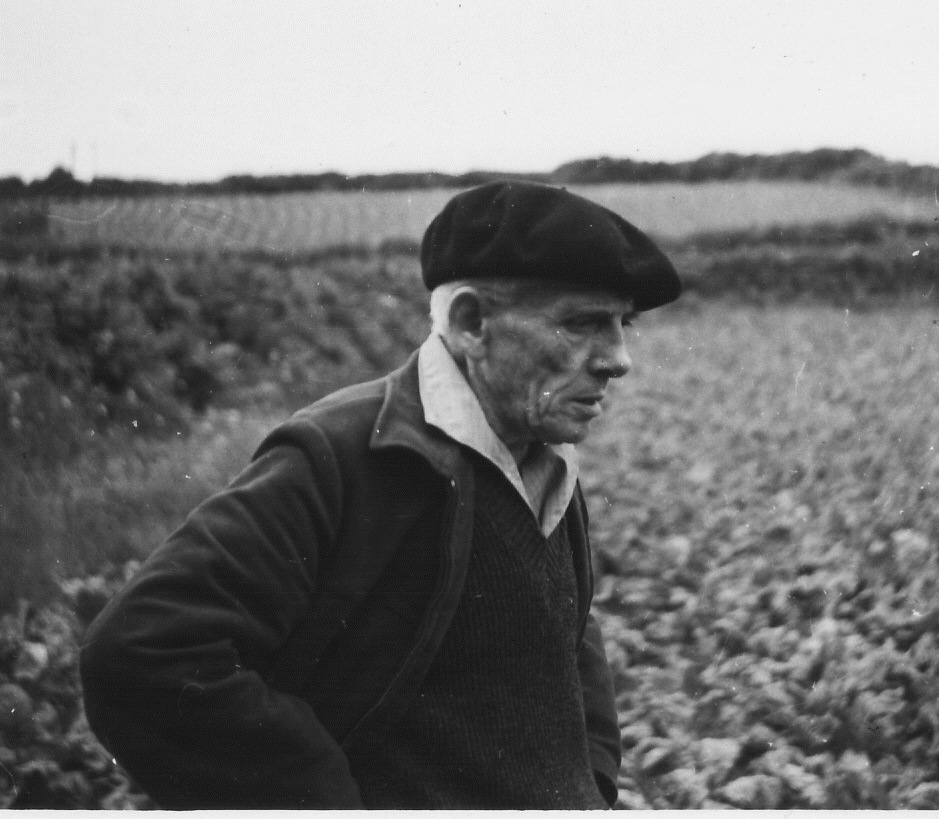
Abeozen l'agost de 1960.

- Skol vihan ar c'hembraeg. Skridou Breizh - Brest. 1944. (amb Kerverziou). Manual de gal·lès.
- Ur brezel diot, records de la guerra de 1939-1945, apareguts a la revista Preder el 1953.
- Argantael, novel·la curta apareguda en els números 72 i 73 de la revista literària Al Liamm el 1959.
- Hervelina Geraouell. Éditions de Bretagne : Skridou Breiz - Brest. 1943, reeditat per Hor yezh - Lesneven 1988. Novel·la en bretó.
- Bisousig kazh an tevenn. Al Liamm. 1954, An Here - Quimper, 1987. Novel·la curta per a joves.
- Istor lennegezh vrezhonek an amzer-vremañ, Al Liamm, 1957. Història de la literatura bretona.
- Damskeud eus hol lennegezh kozh. Al Liamm. 1962. Manual de literatura antiga en bretó.
- Yezhadur nevez ar C'hembraeg. Hor Yezh - Brest. 1964. (amb Goulven Pennaod). Gramàtica gal·lesa.
- Pirc'hirin kala-goanv. Brest, Al Liamm, 1969, Al Liamm - Brest. 1986. Obra traduïda al francès per Mikael Madeg amb el títol Le pèlerin de la Toussaint.
- Pevar skourr ar Mabinogi troidigezh diwar skrid al levr gwenn, kentskrid ha notennou gant F. Elies Abeozen. Quimper, Preder, 1980. Traducció al bretó del recull de contes mitològics gal·lesos, anomenat Mabinogion.
- Breiz a gan. Chorale Saint-Matthieu - Morlaix. 1980.
- Kan ar spered hag ar Galon. Mouludarioù Hor Yezh - Lesneven. 1983. Fotografies de Daniele Jego.
- Barzhaz 1837-1939. Hor yezh - Lesneven. 1987.
- Argantael. Al Liamm - Brest. 1989. Reeditat el 2011.